# 자니스 엔터테인먼트
자니스 엔터테인먼트(일본어: ジャニーズ・エンタテイメント, Johnny's Entertainment Inc.)는 1997년 2월 14일 설립된 일본 레코드 회사이다. 약칭 "JE" 후지시마 쥬리 케이코가 초대 회장을 역임, 이후 메리 키타가와가 취임한다. 스마일 컴퍼니 사장으로, 예전 콘도 마사히코의 이사였던 코스기 류조가 대표이사에 취임되었다.

## 개요
1997년 2월 14일, KinKi Kids의 CD 데뷔를 대비해, 자니스 사무소가 설립. 이후 소년대, NEWS 등이 사무소의 아티스트가 소속되어 있다. 소속 가수의 CD, 영상 작품의 제작 외에도, 기간 한정으로 활동하는 스페셜 유닛의 기획 작품도 다루고, 자매 회사 제이 스톰 설립 이전에는 KAT-TUN와 칸쟈니∞, 쟈니즈 주니어의 영상 작품 제작도 하고 있다. 판매는 소니 뮤직 엔터테인먼트 산하의 소니 뮤직 디스트 리뷰션에 위탁하고 있다. 2000년 4월 1일 일본 레코드 협회에 가입했다. 2003년 5월부터는 스웨덴의 음반 제작사 "리액티브 송스 인터내셔널"에 투자하여 소속 가수들의 곡을 받고 있다. 동국의 크리에이터로부터 전달 받은 악곡에는, KinKi Kids "박하 사탕(薄荷キャンディー)", NEWS "붉게 타오르는 태양(紅く燃ゆる太陽)" 슈지와 아키라 "청춘 아미고(青春アミーゴ)"등이 있다.

## 연혁
- 1997년 2월 14일 - 주식회사 쟈니스 엔터테인먼트 설립.
- 2000년 4월 1일 - 일본 레코드 협회 가입.
- 2003년 5월 - 리엑티브 송스 인터내셔널에 투자 시작.
- 2007년 2월 - ENDLICHERI☆ENDLICHERI의 독자 라벨 "RAINBOW ☆ ENDLI9"이 내부에 만들어졌다.

## 소속 아티스트
- KinKi Kids
  - 도모토 코이치(堂本光一)
  - 도모토 쯔요시(堂本剛)
- NEWS
- WEST.
- 나카야마 유마

## 과거 소속 아티스트
- 소년대(少年隊 쇼넨타이[*])
- 테고마스(テゴマス)
- NYC

## 기간 한정 유닛
- J-FRIENDS (J-FRIENDS PROJECT 레이블에서 발매. 제1탄 발매는 에이벡스로, 마지막 싱글 발매는 유니버설 재팬.)
- 도라지·하이지(トラジ・ハイジ)
- 슈지와 아키라(修二と彰)
- 짐 (GYM)
- 트리오 더 샤킹(トリオ・ザ・シャキーン)
- The SHIGOTONIN
- 나카야마 유마 with B.I.shadow(中山優馬 w/B.I.Shadow)
- NYCboys

## 그외 발매
- 모리 미츠코(森光子) - 유일한 여성 아티스트이다.
- 골프 앤 마이크 (GOLF & MIKE) - GYM 구성 멤버

## 영상 작품
소속 아티스트의 작품 외에도 영상 작품을 제작하고 있다.
- 쟈니즈 판타지 KYO TO KYO '97 여름 공연 (1998년 1월 1일)
- 쟈니즈 주니어 스가오 (1998년 7월 29일) - 쟈니즈 주니어
- 쟈니즈 주니어 스가오 2 (1999년 9월 22일) - 쟈니즈 주니어
- 특급 투구 콘서트 10월 9일 도쿄돔에 대집합! (2000년 2월 25일) - 쟈니즈 주니어.
- 쟈니즈 쥬니어 스가오 3 (2001년 2월 14일) - 쟈니즈 주니어
- Never Ending Spirit 1997-2003 (2003년 4월 9일) - J-FRIENDS
- 고객은 신썸머 Concert 55만명 사랑의 리퀘스트에 응해! (2005년 10월 29일) - KAT-TUN